# Plexus nerveux caverneux
Le plexus nerveux caverneux est une composante du plexus nerveux carotidien et accompagne l'artère carotide interne, en dessous et en dedans, dans son trajet au niveau du sinus caverneux.
Il communique avec les nerfs oculomoteurs, trochléaire, ophtalmique, abducens, et avec le ganglion ciliaire.
Il distribue des rameaux à la paroi de l'artère carotide interne.

## Galerie

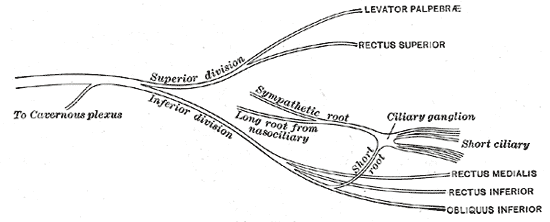
Branches du nerf oculomoteur.